# Австро-італійські відносини
Австрійсько-італійські відносини — зовнішні відносини Австрії та Італії. Австрія має посольство в Римі, генеральне консульство в Мілані та 10 почесних консульств (у Барі, Болоньї, Флоренції, Генуї, Неаполі, Палермо, Трієсті, Турині, Венеції та Вероні). Італія має посольство у Відні, консульство в Інсбруку та 4 почесні консульства (у Граці, Клагенфурті, Лінц і Зальцбург).

## Історія
З часів середньовіччя Австрія мала великий вплив на італійські держави, особливо на півночі країни. З іншого боку, Італія вплинула на культуру, архітектуру та кухню Австрії, багато художників та архітекторів, таких як Сантіно Соларі, Мартино Альтомонте, Джованні Зукаллі, Вінченцо Скамоцці, працювали та сприяли бароко в Австрії та найбільш помітний у Зальцбурзі. Ніколо Пакассі, австрійський архітектор італійського походження. Після Віденського конгресу австрійський контроль Королівства Ломбардія-Венеція з його ключовими містами Венецією та Міланом створив умови, в яких італійський націоналізм та австрійські інтереси зіткнулися в трьох війнах за незалежність Італії між 1848 та 1866 роками, зрештою призвели до Перемоги Італії. Напруженість зберігалася протягом 1870-х років, коли австрійське панування над італійськими землями, такими як Трентіно та Істрія, запалювало італійський націоналізм, що, своєю чергою, загрожувало австрійській цілісності; в результаті австрійці побудували подальші укріплення вздовж італійського кордону. У 1876 році австрійський ерцгерцог Альбрехт виступав за превентивну війну проти Італії.
Попри укладення Потрійного союзу 1882 року (разом з Німеччиною), сфери конфлікту інтересів залишалися. Покращення відносин Італії з Францією, італійські інтереси на Балканах та продовження націоналізму серед італійців у складі Австро-Угорщини стосувалися лідерів Відня. Прихильність Італії до Потрійного союзу у випадку війни сумнівалася, і з 1903 р. Плани щодо можливої війни проти Риму знову підтримували австрійський генеральний штаб. Взаємні підозри спричинили посилення кордону та спекуляції в пресі про війну між двома країнами в перше десятиліття XX століття. Ще в 1911 році граф Франц Конрад фон Хетцендорф, начальник австрійського генерального штабу, виступав за військовий страйк проти передбачуваних італійських союзників Австрії.
Під час Першої світової війни Італія воювала проти Австро-Угорщини, попри їхній оборонний союз, який було підписано кілька десятиліть раніше До кінця Першої світової війни Італія виграла перемогу та здобула нові території від Австрії, і угоди про кордон були забезпечені.

## Сьогодні
Обидві країни є дійсними членами Організації економічного співробітництва та розвитку та Європейського Союзу. Країни розділяють 420 км спільних кордонів. Міністр внутрішніх справ Австрії Герберт Кікль 5 червня 2018 року заявив, що Італія є сильним союзником Австрії.